# Скрытнохоботник рапсовый семенной
Скрытнохоботник рапсовый семенной, или рапсовый долгоносик (Ceutorhynchus assimilis) — вид жуков-долгоносиков из подсемейства Baridinae.
Жук длиной от 2,5 до 3 мм, серого цвета с беловатыми чешуйками. Надкрылья с глубокими бороздками. Хоботок тонкий. Появляется весной на цветах различных крестоцветных, у которых объедает почки и цветы. 
Самки откладывают яички в стручки рапса, сурепицы, капусты и других крестоцветных. Безногие личинки длиной 4—5 мм, желтовато-белые, усаженные редкими щетинистыми волосками выедают семена. Из лопнувших пожелтевших стручков личинки выпадают на землю, где происходит окукливание. Через 3—4 недели выходят жуки, которые остаются зимовать. Зимуют взрослые жуки на окраине леса под лесной подстилкой на глубине 0,5—5 см.
Вид распространён во всей Европе. Завезён в Северную Америку и впервые зарегистрирован там в 1931 году. 